# Battiscombe George Gunn
Pour les articles homonymes, voir Gunn.
Battiscombe "Jack" George Gunn, né le 30 juin 1883 à Londres, mort le 27 février 1950, est un égyptologue et philologue anglais. Il a publié sa première traduction depuis l'égyptien en 1906, et a traduit des inscriptions pour de nombreuses fouilles et sites importants, comme au Fayoum, à Saqqarah, Amarna, Gizeh et Louxor (y compris la tombe de Toutânkhamon). Il devient conservateur adjoint du Musée égyptien du Caire en 1928 et rejoint l'University Museum à l'université de Pennsylvanie à Philadelphie en 1931 en tant que conservateur de la section égyptienne. En 1934, il est nommé professeur d'égyptologie à l'université d'Oxford, chaire qu'il a occupée jusqu'à sa mort. Il reçoit une maîtrise honorifique à Oxford et est élu Fellow de la British Academy en 1943.

## Biographie
Après avoir essayé la banque, l'ingénierie et le journalisme, il est le secrétaire privé du dramaturge Arthur Wing Pinero de 1908 à 1911.
En 1913, il devient l'assistant de l'égyptologue William Matthew Flinders Petrie.
Réformé de l'armée après le début de la Première Guerre Mondiale, il travaille comme assistant d'Alan Henderson Gardiner entre 1915 et 1920, essentiellement dans le domaine de la lexicographie. Ce travail le conduit à la publication en 1947 du livre Onomastique de l'ancien égyptien.
Gardiner a déclaré, à propos de cette période, que Gunn « était un vrai Bohème et une grande partie de ses recherches ont été poursuivies dans son propre logement au milieu de la nuit. » Une série d'articles écrits dans le cadre de son travail avec Gardiner conduit en 1924 à sa principale publication, Studies in Egyptian Syntax. Dans ce livre, il identifie la relation syntaxique inhabituelle entre la négation et le temps verbal, maintenant connue sous le nom de Règle de Gunn. La Règle de Gunn apparaît toujours dans les manuels scolaires modernes.
De 1921 à 1922, il seconde Leonard Woolley aux fouilles de Tell el-Amarna. Il travaille également avec Cecil Mallaby Firth dans les fouilles de la pyramide de Téti.